# 熱田神宮
35°07′39″N 136°54′30″E / 35.1275°N 136.90833333333°E

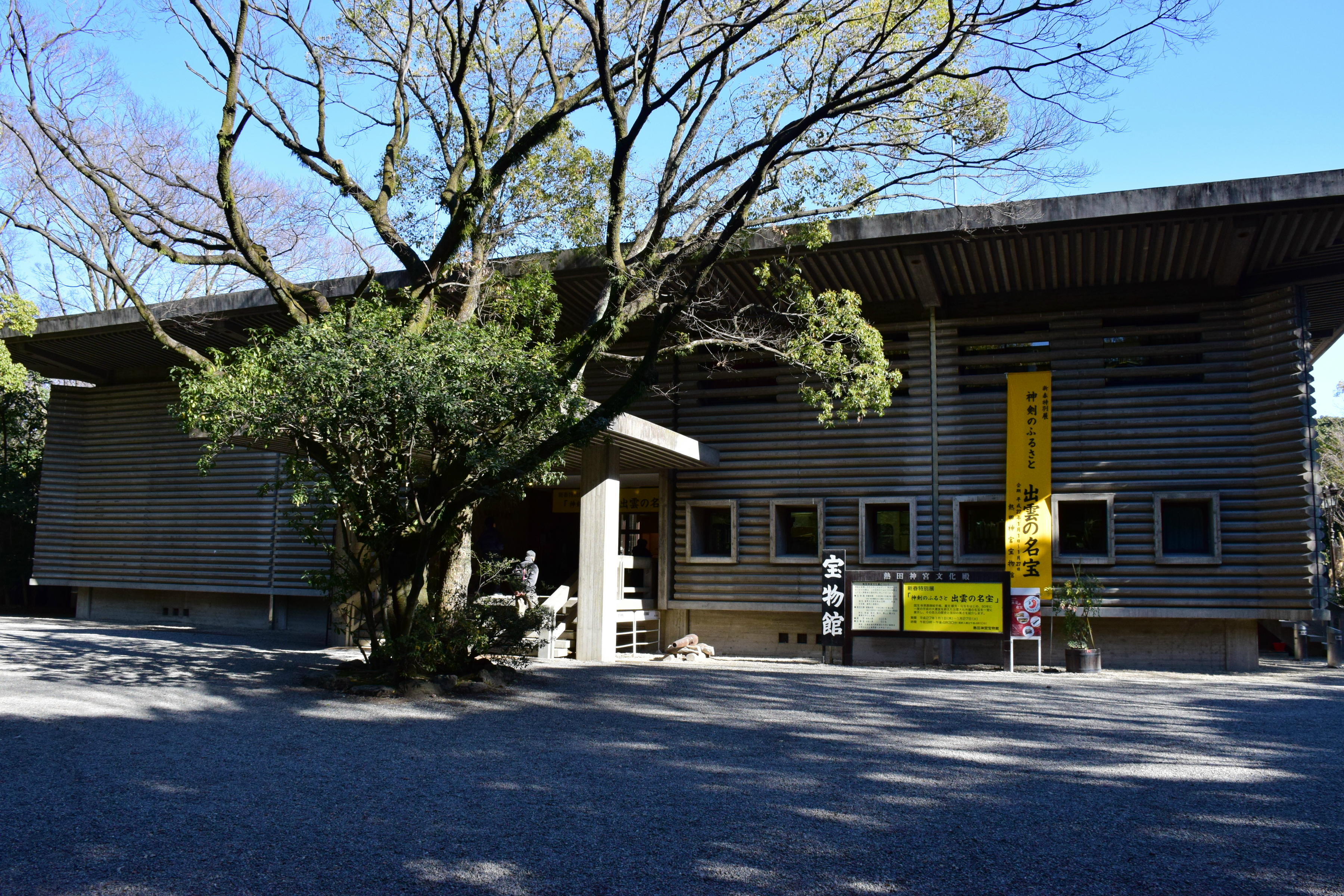
宝物馆

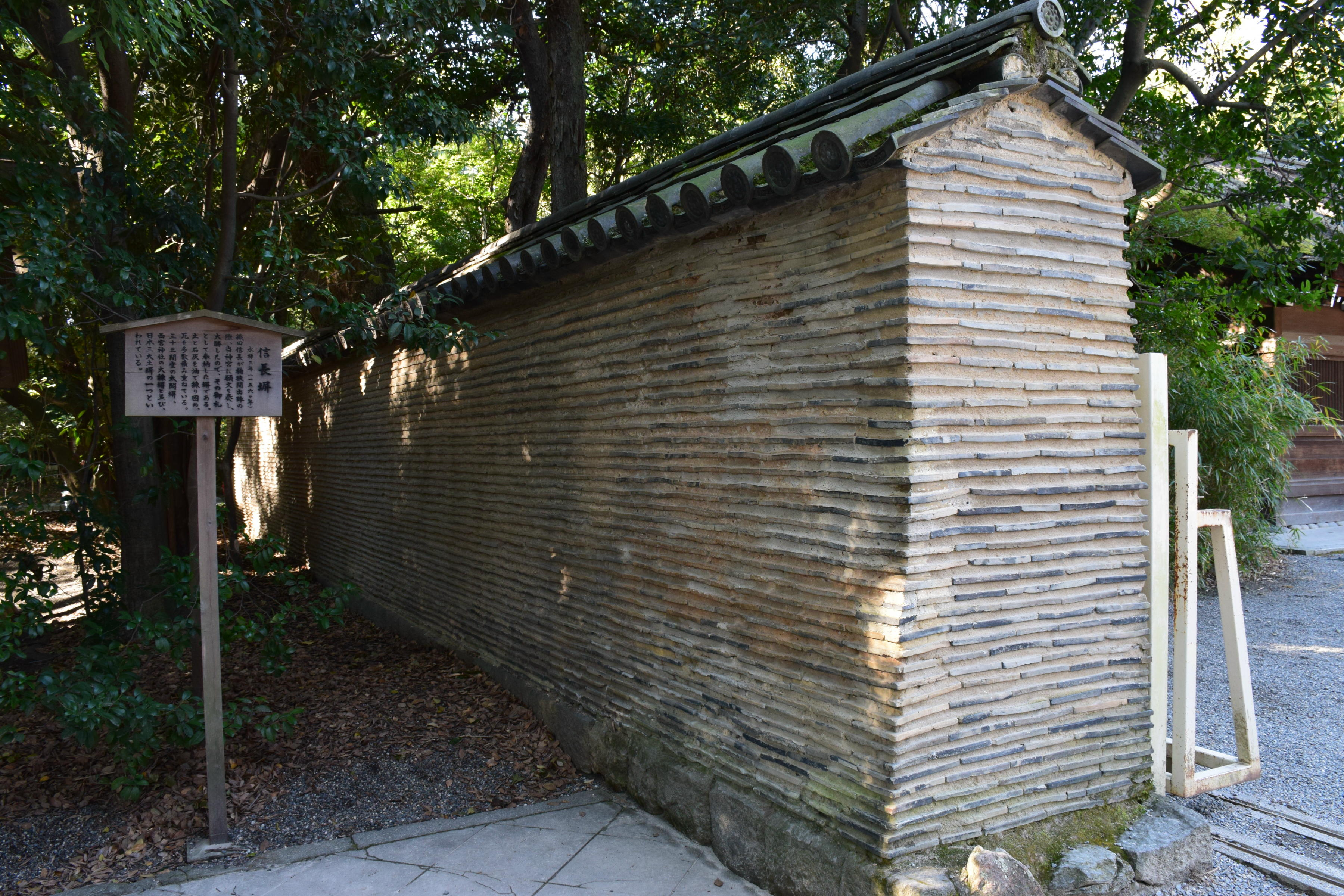
信長围墙

熱田神宮是位於日本愛知縣名古屋市熱田區的一座神社。

## 概要
祭神為熱田大神。據傳熱田神宮保管三神器之一的草薙劍（くさなぎのつるぎ，天叢雲劍）。但《平家物語》則稱草薙劍已在壇之浦之戰隨安德天皇沉下海底。因而神宮是否真的有保管草薙劍，不得而知。
相殿祭祀天照大神、素盞嗚尊、日本武尊、宮簀媛命、建稻種命。

## 另見
- 伊勢神宮（位於三重縣伊勢市）
- 明治神宮（位於東京都涉谷區）
- 平安神宮（位於京都府京都市左京區）

## 外部連結
- 熱田神宮首頁 （页面存档备份，存于）